# Jermaine (album, 1972)
Pour les articles homonymes, voir Jermaine (homonymie).
Albums de Jermaine Jackson
Come into My Life (en)
(1973)
Singles
1. That's How Love Goes
Sortie : 14 juillet 1972
2. Daddy's Home
Sortie : 15 novembre 1972

Jermaine est le premier album studio solo du chanteur américain Jermaine Jackson, sorti le 14 juillet 1972 chez Motown.
L'album est composé pour la grande partie de reprises. Les arrangements de l'album sont assurés par David Van DePitte, James Anthony Carmichael, David Blumberg, The Corporation, H.B. Barnum et Gene Page. Berry Gordy est le producteur délégué et Jim Britt est responsable de la photographie de la pochette,. L'album atteint la 27e place du classement des albums Billboard 200 (alors appelé Top LPs & Tape).
Deux singles sont extraits de l'album. Le premier, That's How Love Goes, atteint la 46e place du Billboard Hot 100 aux États-Unis et a été décrit comme une chanson « soul douce qui fait swinguer » dans le magazine Record World. Le deuxième extrait de l'album, Daddy's Home, devient le premier grand succès de Jermaine Jackson en solo, atteignant notamment la 9e place du Billboard Hot 100 américain, la 3e place du RPM Top Singles canadien ainsi que le top 10 en Afrique du Sud, en Rhodésie et aux Pays-Bas,,.

## Liste des titres
| 1. | That's How Love Goes                          | - Johnny Bristol - David H. Jones, Jr. - Wade Brown, Jr. | 3:27 |
| 2. | I'm in a Different World (en)                 | - Holland - Dozier - Holland                             | 3:06 |
| 3. | Homeward Bound                                | Paul Simon                                               | 3:00 |
| 4. | Take Me in Your Arms (Rock Me a Little While) | - Holland - Dozier - Holland                             | 3:10 |
| 5. | I Only Have Eyes for You                      | - Al Dubin - Harry Warren                                | 2:41 |

| 1. | I Let Love Pass Me By    | - Bristol - Jones, Jr. - Brown, Jr.                                      | 3:08 |
| 2. | Live It Up               | The Corporation                                                          | 3:01 |
| 3. | If You Were My Woman     | - Leon Ware - Pamela Sawyer - Clay McMurray                              | 3:40 |
| 4. | Ain't That Peculiar (en) | - William "Smokey" Robinson - Pete Moore - Marvin Tarplin - Bobby Rogers | 3:12 |
| 5. | Daddy's Home             | - James Sheppard - William H. Miller                                     | 3:04 |

## Classements hebdomadaires
| Classement (1972)           | Meilleure position |
| --------------------------- | ------------------ |
| États-Unis (Top LPs & Tape) | 27                 |
| États-Unis (Top Soul LPs)   | 6                  |